# Stor-Tavelsjön
Stor-Tavelsjön är en sjö i Umeå kommun i Västerbotten och ingår i Umeälvens huvudavrinningsområde. Sjön har en area på 0,042 kvadratkilometer och ligger 229,5 meter över havet. Sjön avvattnas av vattendraget Smörbäcken. Vid provfiske har abborre och gädda fångats i sjön.

## Delavrinningsområde
Stor-Tavelsjön ingår i det delavrinningsområde (710358-170607) som SMHI kallar för Inloppet i Smörsjön. Medelhöjden är 203 meter över havet och ytan är 5,41 kvadratkilometer. Det finns inga avrinningsområden uppströms utan avrinningsområdet är högsta punkten. Smörbäcken som avvattnar avrinningsområdet har biflödesordning 2, vilket innebär att vattnet flödar genom totalt 2 vattendrag innan det når havet efter 34 kilometer. Avrinningsområdet består mestadels av skog (88 procent). Avrinningsområdet har 0,12 kvadratkilometer vattenytor vilket ger det en sjöprocent på 2,2 procent.